# Boloceroidaria
Boloceroidaria é uma infraordem de cnidários antozoários da subordem Nyantheae, ordem Actiniaria.